# Rupea
Rupea (Duits: Reps, Hongaars: Köhalom) is een stad in Roemenië, in het district Brașov. De kleine stad heeft 5760 inwoners. In 2001 woonden er nog 6200 mensen in Rupea. Eerst was Rupea een Dacische vesting genaamd Rumidava. Toen de Romeinen Dacië bezetten werd Rumidava veranderd in Rupes. Later, in de Middeleeuwen, toen de Saksen al aangekomen waren, werd in 1324 Rupea voor het eerst vermeld in een document. In de 15e eeuw werd er een kerk in Gotiekstijl gebouwd. Op 25 december 1995 woonden er nog maar 81 Saksen in Rupea.
Rupea was als Köhalom de hoofdstad van het gelijknamige district in het comitaat Nagy-Küküllő.

## Vesting Rupea
Vesting Rupea ligt in het noordwesten van Rupea en is gebouwd op een basaltrots. In 1324 werd de vesting Castrum Kuholm genoemd. Na de vernielingen van de vesting in de tijd dat de Daciërs en Romeinen ze in bezit hadden, werd ze herbouwd door de Hongaren en Saksen. In 1324 werd Rupea voor het eerst vermeld nadat er een geheime kamer in de citadel gevonden werd. In de loop van de tijd begon de vesting langzaam te groeien. Er kwamen drie verdedigingstorens en twee binnenpleinen bij. In 1790 vernielde een grote storm het dak dat sindsdien niet meer gerepareerd is. In de jaren 60 werd er een deel van de film Ciresarii in de citadel opgenomen.
De vesting gaat door tot wel 40 m onder in de rots. Bronwater in de vesting is nog steeds drinkbaar.